# Giovanni Andrea Avogadro
Giovanni Andrea Avogadro (Venezia, 2 novembre 1735 – Padova, 1º aprile 1815) è stato un vescovo cattolico e gesuita italiano vescovo di Verona (1789–1815).

## Biografia
Giovanni Andrea Avogadro nacque a Padova il 2 novembre 1735 da Marino Avogadro e Angela Vezzi. Apparteneva a una antica e nobile famiglia bresciana che nel 1437 era stata ascritta al Patriziato. Entrato a sedici anni nei Gesuiti, dopo la soppressione della Compagnia (1773), visse dodici anni a Verona, svolgendovi le umili mansioni di predicatore e confessore. Alla morte di Mons. Giovanni Morosini (vescovo dal 1772 al 1789) fu chiamato a succedergli sulla cattedra di San Zeno direttamente da Papa Pio VI, che ne aveva potuto apprezzare la profonda formazione teologica e l’indiscusso attaccamento alla sede romana. L’ex-gesuita trovò una diocesi dove serpeggiavano rigorismo giansenista e giuseppinismo, favoriti anche dal suo predecessore, che in più occasioni aveva dato prova di indulgenza verso quelle controverse novità: il Morosini infatti nel 1781 aveva sciolto tutte le confraternite dedicate al Sacro Cuore di Gesù, devozione particolarmente avversata dai seguaci di Giansenio; l’anno successivo, poi, si era trovato inspiegabilmente assente da Verona al momento del passaggio per la città scaligera di Papa Pio VI diretto a Vienna; infine, con una circolare del 18 novembre 1788 aveva sospeso e proibito in tutta la diocesi la popolare pratica mariana del Mese di Maggio. Avogadro, al contrario, aveva ricevuto, nel Collegio Bononiense della Compagnia, un’accurata formazione teologica schiettamente anti-giansenista, cui corrispondeva un attaccamento tutto speciale ed una devozione profonda alla Cattedra Romana. Nel suo peregrinare apostolico come missionario per le città più importanti dell’Italia Settentrionale era entrato inoltre in contatto, ancora a Bologna, con le cosiddette Amicizie Cristiane fondate dal suo ex-confratello svizzero Nikolaus Joseph Albert von Diesbach, associazioni di laici e sacerdoti (di cui fece parte, tra gli altri, il noto pensatore controrivoluzionario savoiardo Joseph de Maistre) programmaticamente rivolte a contrastare con l’apostolato e la diffusione della buona stampa tanto il giansenismo teologico, quanto il giurisdizionalismo politico, e che diverranno, con il suo successore, Pio Brunone Lanteri, uno degli elementi più vivaci del cattolicesimo intransigente e controrivoluzionario dell’epoca della Restaurazione. Si comprende allora facilmente come tutta l’azione pastorale dell’Avogadro negli anni immediatamente precedenti al 1796 fosse particolarmente sollecita nell’inculcare da un lato la fedele soggezione al Magistero pontificio e la devozione mariana, dall’altro nel contrastare l’incalzare veemente delle nuove idee d’oltralpe che non mancavano di trovare anche a Verona un certo seguito. Fu arrestato il 6 maggio 1797 e sfuggì la condanna a morte per un solo voto. Dopo le Pasque veronesi, Mons. Avogadro rimase vescovo di Verona fino al 1805, quando, con la pace di Presburgo, tutto il territorio veronese fu riunito al Regno d'Italia. Essendo particolarmente inviso alle autorità francesi, Avogadro preferì rinunciare alla carica. Nel 1806, trasferitosi alla corte imperiale di Vienna, divenne il confessore dell’Imperatrice Maria Teresa di Borbone, moglie di Francesco II; rientrato in Italia, morì poverissimo e dimenticato a Padova, presso una sorella religiosa, il 18 gennaio 1815, pochi giorni dopo aver appreso la decisione papale di ripristinare la Compagnia di Gesù.

## Genealogia episcopale
La genealogia episcopale è:
- Cardinale Scipione Rebiba
- Cardinale Giulio Antonio Santori
- Cardinale Girolamo Bernerio, O.P.
- Arcivescovo Galeazzo Sanvitale
- Cardinale Ludovico Ludovisi
- Cardinale Luigi Caetani
- Cardinale Ulderico Carpegna
- Cardinale Paluzzo Paluzzi Altieri degli Albertoni
- Papa Benedetto XIII
- Papa Benedetto XIV
- Papa Clemente XIII
- Cardinale Luigi Valenti Gonzaga
- Vescovo Giovanni Andrea Avogardo, S.I.